# (4087) Pärt
(4087) Pärt es un asteroide perteneciente al cinturón de asteroides, descubierto el 5 de marzo de 1986 por Edward Bowell desde la Estación Anderson Mesa (condado de Coconino, cerca de Flagstaff, Arizona, Estados Unidos).

## Designación y nombre
Designado provisionalmente como 1986 EM1. Fue nombrado Pärt en honor a Arvo Pärt, compositor de la música de Estonia.